# Viceministerio de Relaciones Exteriores del Perú
El Viceministerio de Relaciones Exteriores del Perú o Vicancillería es un Despacho Viceministerial dependiente del Ministerio de Relaciones Exteriores. Está encargado de la formulación, coordinación, ejecución y supervisión de la política exterior. El viceministro es el Jefe del Servicio Diplomático del Perú.

## Funciones
1. Formular, coordinar, ejecutar y supervisar, por encargo del Ministro la política exterior del Estado en todos sus ámbitos.
2. Coordinar y orientar el planeamiento estratégico de la entidad y proponer al Ministro los planes de política exterior, coordinando el uso de los recursos respectivos con la Secretaría General.
3. Coordinar, orientar y supervisar las actividades de política exterior que cumplen los órganos del Ministerio de Relaciones Exteriores.
4. Establecer los objetivos y lineamientos de la política consular y de la política de protección y asistencia al nacional.
5. Orientar y emitir las directivas generales para el cumplimiento de los objetivos de la Academia Diplomática del Perú.
6. Activar y dirigir el Comité de Crisis en caso de situaciones internas o externas que requieran una respuesta inmediata por parte del Ministerio.
7. Dar lectura a las resoluciones supremas en las ceremonias de juramentación de Ministros de Estado.
8. Ejercer las atribuciones propias del cargo de Jefe del Servicio Diplomático de la República, establecidas en las leyes vigentes.
9. Ejercer todas aquellas funciones que le confiere la Ley del Servicio Diplomático de la República y su reglamento.
10. Decidir el inicio de los procedimientos administrativos disciplinarios, de conformidad con la Ley y Reglamento del Servicio Diplomático.
11. Proponer para la aprobación del Canciller el cronograma anual de pagos de las cuotas a los organismos internacionales con cargo al pliego presupuestal del Ministerio de Relaciones Exteriores.
12. Emitir resoluciones viceministeriales y visar las resoluciones en los asuntos de su competencia.
13. Ejercer las facultades que le delegue el ministro y las demás funciones previstas en el marco legal vigente.

## Estructura
Órganos de línea
- Dirección General de Estudios y Estrategias de Política Exterior
- Dirección General de América
- Dirección General de Soberanía, Límites y Asuntos Antárticos
- Dirección General de Europa
- Dirección General de Asia y Oceanía
- Dirección General de África, Medio Oriente y Países del Golfo
- Dirección General para Asuntos Multilaterales y Globales
- Dirección General para Asuntos Económicos
- Dirección General de Promoción Económica
- Dirección General de Comunidades Peruanas en el Exterior y Asuntos Consulares
- Dirección General para Asuntos Culturales
- Dirección General de Tratados
- Dirección General de Protocolo y Ceremonial del Estado

Órganos del Servicio Exterior
- Embajadas y Representaciones Permanentes
- Oficinas Consulares
- Oficinas Comerciales del Perú en el Exterior

Órgano de Formación Profesional
- Academia Diplomática del Perú

## Lista de viceministros

### Secretario General de Relaciones Exteriores
- Javier Pérez de Cuéllar (1966-1969)
- Alejandro Deustua Arróspide (1970)

### Viceministro de Relaciones Exteriores
- Carlos García-Bedoya Zapata (1972-1976)
- Julio Ego-Aguirre Álvarez (1976-?)
- Felipe Bustamante Denegri (-1980)
- Jorge Morelli Pando (1980-1982)
- Jorge Guillermo Llosa Pautrat (1982-?)
- José Carlos Mariátegui Arellano (1984-1985)
- Hubert Wieland Alzamora (1986-1987)
- Manuel Augusto Roca Zela (1987-1989)
- Alfonso Rivero Monsalve (1989-1990)
- Alejandro San Martín Caro (1990-1991)
- Hugo Ernesto Palma Valderrama (1991)
- Alejandro Gordillo Fernández (1992)
- Roberto Villarán Koechlin (1992-1993)

### Viceministro de Política Internacional
- Jorge Gordillo Barreto (1993-1994)
- Eduardo Ponce Vivanco (1994-1995)
- Jorge Voto Bernales Gatica (1995-1997)

### Viceministro Secretario General de Relaciones Exteriores
| Viceministro                  | Periodo                                      | Presidente       |
| ----------------------------- | -------------------------------------------- | ---------------- |
| Hugo Ernesto Palma Valderrama | 1997-1998                                    |                  |
| Jorge Luis Valdéz Carrillo    | 1998-2000                                    |                  |
| Manuel Rodríguez Cuadros      | 2001-2003                                    |                  |
| Luis Solari Tudela            | 2003-2004                                    | Alejandro Toledo |
| Armando Lecaros de Cossío     | 27 de octubre de 2004 - 13 de junio de 2005  | Alejandro Toledo |
| Óscar Maúrtua de Romaña       | 31 de junio de 2005 - 16 de agosto de 2005   | Alejandro Toledo |
| Javier Gonzáles Terrones      | 6 de setiembre de 2005 - 15 de marzo de 2006 | Alejandro Toledo |
| Harold Forsyth Mejía          | 16 de marzo de 2006 - 28 de julio de 2006    | Alejandro Toledo |
| Gonzalo Gutiérrez Reinel      | 28 de julio de 2006 - 20 de abril de 2009    | Alan García      |
| Néstor Popolizio Bardales     | 20 de abril de 2009 - 28 de julio de 2011    | Alan García      |

### Viceministro de Relaciones Exteriores
| Viceministro                      | Periodo                                       | Presidente                                              |
| --------------------------------- | --------------------------------------------- | ------------------------------------------------------- |
| José Meier Espinoza               | 2 de agosto de 2011- 9 de febrero de 2012     | Ollanta Humala                                          |
| José Beraún Araníbar              | 9 de febrero de 2012 - 27 de abril de 2013    | Ollanta Humala                                          |
| Fernando Rojas Samanez            | 2 de abril de 2013 - julio de 2014            | Ollanta Humala                                          |
| Claudio de la Puente Ribeyro      | 11 de julio de 2014 - 22 de abril de 2015     | Ollanta Humala                                          |
| Julio Eduardo Martinetti Macedo   | 22 de abril de 2015 - 30 de diciembre de 2015 | Ollanta Humala                                          |
| Armando Patiño Alvistur           | 30 de diciembre de 2015 - 2 de julio de 2016  | Ollanta Humala                                          |
| Néstor Popolizio Bardales         | 1 de agosto de 2016 - 2 de abril de 2018      | Pedro Pablo Kuczynski                                   |
| Hugo de Zela Martínez             | 4 de abril de 2018 - abril de 2019            | Martín Vizcarra                                         |
| Jaime Antonio Pomareda Montenegro | 25 de abril de 2019 - julio de 2020           | Martín Vizcarra                                         |
| Manuel Gerardo Talavera Espinar   | 25 de julio de 2020 -                         | Martín Vizcarra Manuel Merino de Lama Francisco Sagasti |